# Rue du Docteur-Laurent
La rue du Docteur-Laurent est une voie située dans le quartier de la Maison-Blanche du 13e arrondissement de Paris.

## Situation et accès

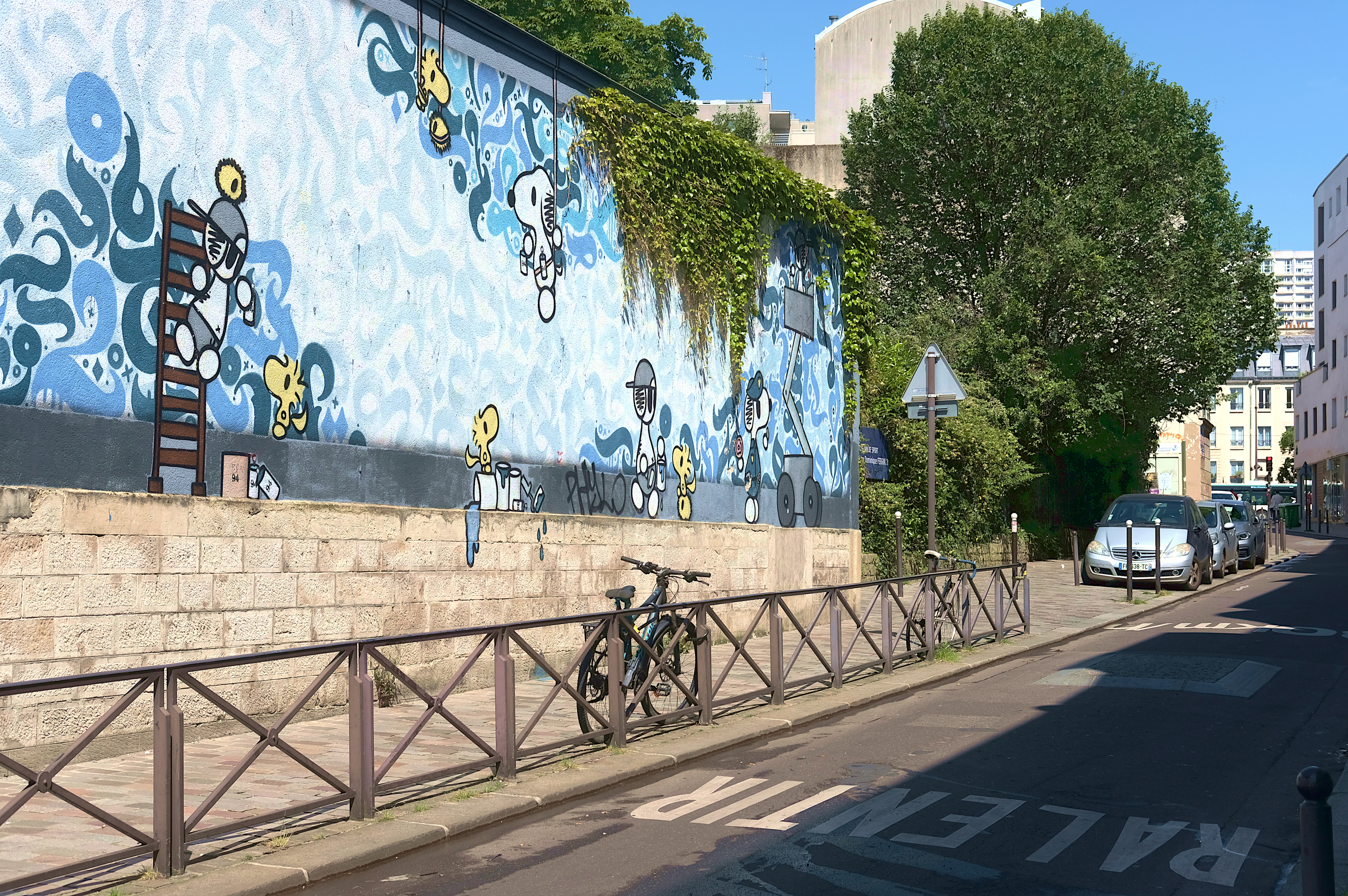
La rue du Docteur-Laurent à proximité de la rue Damesme.

La rue du Docteur-Laurent est desservie à proximité par la ligne 7 à la station Tolbiac.

## Origine du nom
Elle porte le nom du docteur et philanthrope Laurent (1857-1929).

## Historique
Cette rue a été détachée de la rue de la Fontaine-à-Mulard en 1929 pour prendre sa dénomination actuelle.

## Bâtiments remarquables et lieux de mémoire
- Centre du Club athlétique des sports généraux au terrain d'éducation physique Pierre-et-Marie-Ferrandi[2]